# آساکا ستو
آساکا ستو (انگلیسی: Asaka Seto) که با نام مگومی ایئدا هم شناخته می‌شود، هنرپیشه ژاپنی که در سال ۱۹۷۶ به دنیا آمد و در فیلم‌های گوناگونی ایفای نقش کرده است. از فیلم‌های او می‌توان یادداشت مرگ را نام برد.